# Mammillaria heyderi
Mammillaria heyderi là một loài thực vật có hoa trong họ Cactaceae. Loài này được Muehlenpf. mô tả khoa học đầu tiên năm 1848.

## Hình ảnh

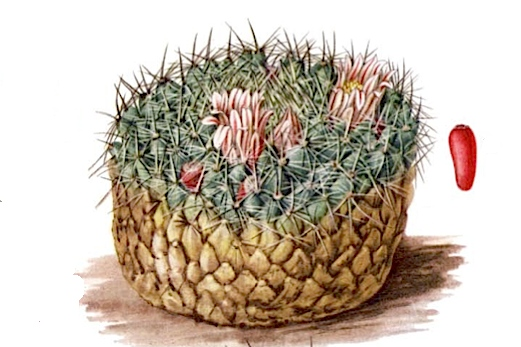
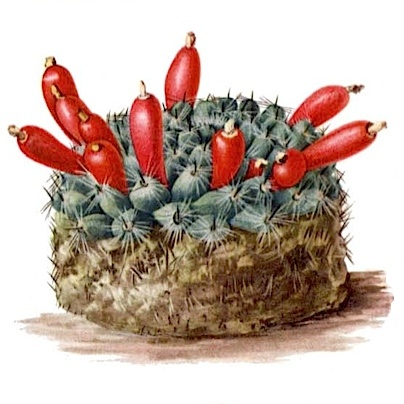
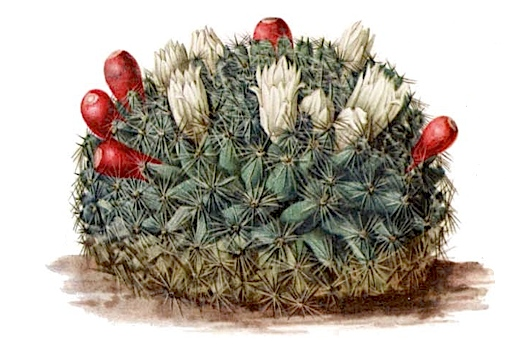
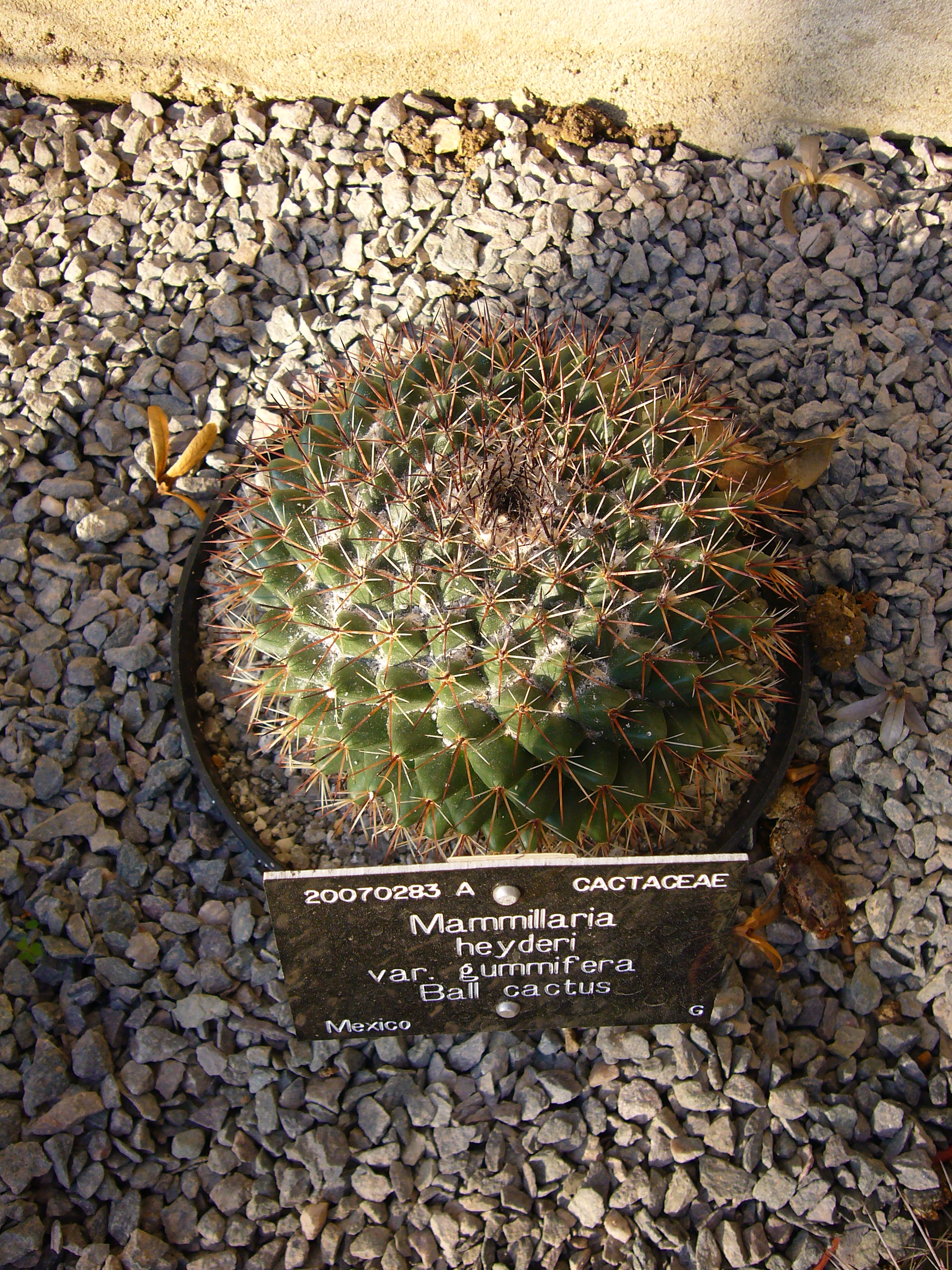